# Anatone

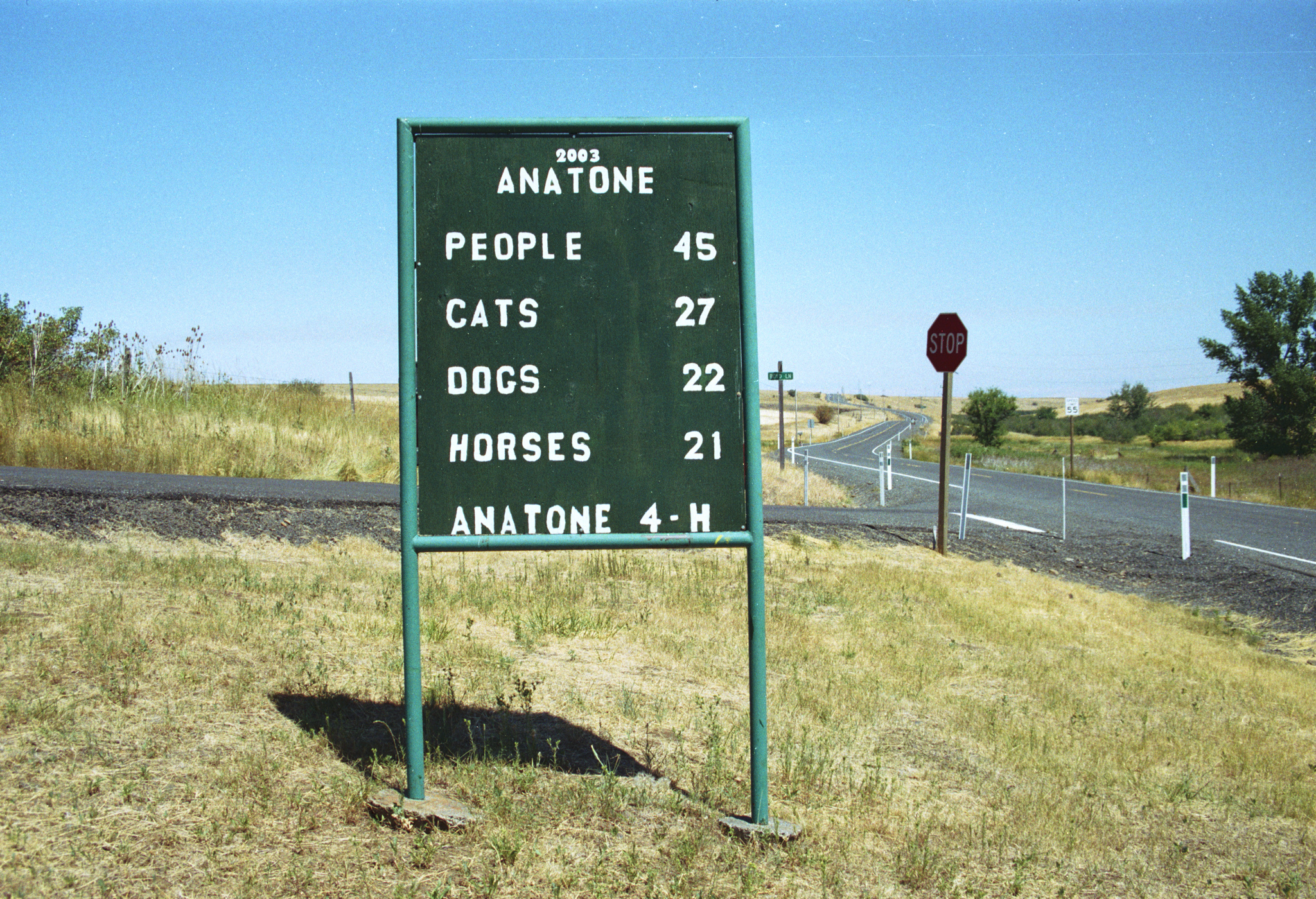
A 2003-as népességbecslés

Anatone az Amerikai Egyesült Államok északnyugati részén, Washington állam Asotin megyéjében elhelyezkedő önkormányzat nélküli település. Ugyan az Egyesült Államok Népszámlálási Hivatala nem tartja számon Anatone népességét, a lakosok saját maguk erre vonatkozó becslést végeznek (lásd a képet jobbra).
Anatone-t 1878-ban alapította Daniel McIvor és Charles Isecke; névadója egy nez perce indián nő.

## Éghajlat
A település éghajlata nedves kontinentális (a Köppen-skála szerint Dsb).
| Hónap                         | Jan.  | Feb.  | Már.  | Ápr.  | Máj. | Jún. | Júl. | Aug. | Szep. | Okt.  | Nov.  | Dec.  | Év    |
| ----------------------------- | ----- | ----- | ----- | ----- | ---- | ---- | ---- | ---- | ----- | ----- | ----- | ----- | ----- |
| Rekord max. hőmérséklet (°C)  | 14,4  | 19,4  | 21,1  | 28,9  | 30,0 | 35,0 | 35,6 | 36,7 | 35,0  | 31,1  | 18,9  | 15,6  | 36,7  |
| Átlagos max. hőmérséklet (°C) | 2,8   | 4,4   | 7,2   | 11,1  | 15,6 | 19,4 | 25,0 | 25,6 | 20,6  | 13,3  | 5,6   | 1,7   | 12,7  |
| Átlagos min. hőmérséklet (°C) | −5,6  | −5,0  | −2,8  | 0,0   | 3,3  | 6,1  | 8,9  | 8,3  | 5,0   | 1,1   | −2,2  | −6,1  | 1,0   |
| Rekord min. hőmérséklet (°C)  | −32,2 | −33,3 | −22,8 | −13,9 | −7,2 | −6,1 | −2,2 | −3,9 | −8,3  | −23,3 | −29,4 | −40,0 | −40,0 |
| Átl. csapadékmennyiség (mm)   | 44    | 38    | 60    | 62    | 76   | 57   | 30   | 26   | 33    | 45    | 62    | 40    | 573   |
| Forrás: The Weather Channel   |       |       |       |       |      |      |      |      |       |       |       |       |       |

## Híres személyek
- Aaron Shearer – pedagógus és zenész[5]

## Fordítás
Ez a szócikk részben vagy egészben  az   Anatone, Washington című angol Wikipédia-szócikk ezen változatának fordításán alapul.  Az eredeti cikk szerkesztőit annak laptörténete sorolja fel. Ez a jelzés csupán a megfogalmazás eredetét és a szerzői jogokat jelzi, nem szolgál a cikkben szereplő információk forrásmegjelöléseként.